# Afrikanische Entwicklungsbank
Die Afrikanische Entwicklungsbank Gruppe (englisch African Development Bank Group, französisch Groupe de la Banque africaine de développement) ist eine multinationale Entwicklungsbank. Sie ist eine der zentralen Stützen für Großprojekte auf dem Kontinent.

## Geschichte
Die Idee einer afrikanischen Entwicklungsbank (AfEB) war während der Dekolonisation Afrikas in den Augen vieler eine Notwendigkeit um eine wirkliche Unabhängigkeit von den ehemaligen Kolonialmächten zu erreichen, weshalb es viele Initiativen in diese Richtung gab, darunter sind als wichtige zu zählen: die viertägige Tubman-Nkrumah-Toure Conference im Jahr 1958 in der liberianischen Stadt Sanniquellie, in der sich die Präsidenten von Liberia (William S. Tubman), Ghana (Kwame Nkrumah) und Guinea (Ahmed Sékou Touré), drei Befürworter des Panafrikanismus, trafen. In ihrem abschließenden Kommuniqué brachten sie ihre Entschlossenheit zum Ausdruck, alle afrikanischen Länder in die Unabhängigkeit zu führen und den Kontinent solidarisch zu entwickeln. Dieses Treffen gilt auch als „Geburtsort“ der Organisation für Afrikanische Einheit. Weitere wichtige Schritte wurden auf den Konferenzen im ghanaischen Accra im Dezember 1958, der All African People’s Conference im Januar 1960 im tunesischen Tunis und im März 1961 im ägyptischen Kairo genommen. Daneben spielt die Gründung des Komitee der Neun (englisch Committee of Nine, französisch Comité des Neuf) im Jahr 1961 (oder im März 1962), die dann im Juni 1962 im liberianischen Monrovia damit beauftragt wurde, die Gründung einer afrikanischen Entwicklungsbank zu koordinieren und voranzutreiben, wofür sie Delegationen in afrikanische und nicht-afrikanische Staaten schickte. Der spätere erste Präsident Mamoun Beheiry leitete die Europa-Delegation, die die Niederlande, Frankreich, das Vereinigte Königreich und West-Deutschland besuchte, die Delegation, geleitet von Romeo Horton, einer wichtigen Persönlichkeit des Panafrikanismus und für die Gründung der AfEB, besuchte Japan, die Vereinigten Staaten und einige osteuropäische Staaten. Während die afrikanischen Staaten den Vorschlag ausdrücklich unterstützten, waren nicht-afrikanische Regierungen und (Finanz-)Institutionen skeptisch; Unterstützung bekamen sie unter anderem vom Ökonom Sir Hans Wolfgang Singer und dem Wirtschaftsnobelpreisträger Jan Tinbergen.
Im August 1963 legte das Komitee der Neun im sudanesischen Khartum auf der Plenarsitzung von 33 Finanzministern einen umfassenden Bericht vor, der genehmigt wurde. 23 Staaten unterzeichneten am 4. August 1963 den Vertrag zur Gründung der Afrikanischen Entwicklungsbank. Wenig später unterzeichneten acht weitere Staaten den Vertrag im UNO-Hauptquartier in New York City. Der Vertrag trat am 10. September 1964 in Kraft und beschränkte die Mitgliedschaft auf unabhängige afrikanische Staaten. Das Erstkapital lag bei rund 370 Millionen US-Dollar. Während des ersten Treffens des Board of Directors der AfEB vom 4. bis 7. November 1964 im nigerianischen Lagos, das hauptsächlich aus Finanzministern der Mitgliedsstaaten bestand, wurde der Senegales Beheiry zum ersten Präsident der AfEB gewählt. Weitere Entscheidungen betrafen unter anderem den zukünftigen Hauptsitz, der nach dem Konsensprinzip mit Abidjan in die Elfenbeinküste ging und mit dem dortigen geografischen, sprachlichen und politischen Gleichgewicht sowie der Weltoffenheit, der guten Infrastruktur und Lage der Stadt begründet wurde.

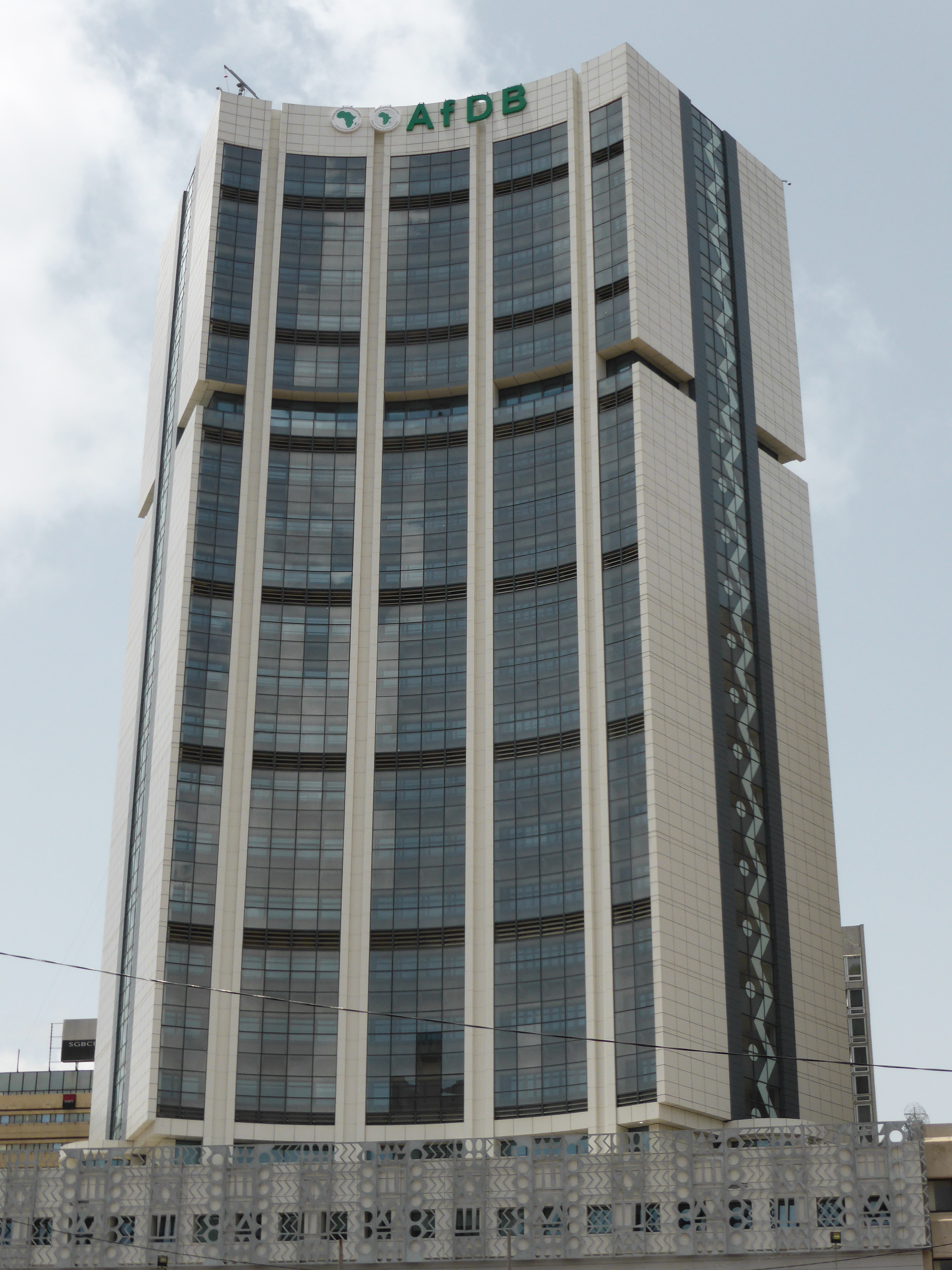
Hauptsitz in Abidjan (oben), der zweite Sitz der Bank in Abidjan (Mitte), wo sich einige Büros und Strukturen befinden, sowie der zeitweilige Hauptsitz in Tunis (unten), wo sich noch heute in einem anderen Gebäude einige zentrale Strukturen der Bank befinden.

Im Oktober 1993 wurde unter der Schirmherrschaft der Afrikanischen Entwicklungsbank die African Export–Import Bank gegründet.
Heute umfasst die Bankengruppe folgende Teilorganisationen:
- Die Afrikanische Entwicklungsbank, kurz AfEB, (englisch African Development Bank (AfDB), französisch Banque Africaine de Développement (BAD)) gegründet am 10. September 1964, Geschäftsaufnahme am 1. Juli 1966.[10] Sie wurde gegründet, um die Finanzierung von Entwicklungsprojekten in Afrika durch afrikanische Staaten zu ermöglichen. Hierfür unterstützt sie ihre regionalen Mitgliedsländer vor allem durch Kredite zur Förderung des wirtschaftlichen und sozialen Sektors.[11]
- Der Afrikanische Entwicklungsfonds, kurz AfEF, (englisch African Development Fund (AfDF), französisch Fonds Africain de Développement (FAD)) gegründet am 29. November 1972, Geschäftsaufnahme im Jahr 1974.[12][13] Der Fonds ist eines der Finanzierungsinstrumente der AfEB und speist sich aus Finanzmitteln der 28 nicht-regionalen Mitgliedsländern. Er gewährt besonders armen afrikanischen Ländern finanzielle Hilfen in Form von Zuschüssen und Krediten zu besonders günstigen Konditionen in den Bereichen Energie, Landwirtschaft, Industrialisierung sowie technische Hilfe für Forschung und Kapazitätsaufbau zur Unterstützung von Projekten und Programmen, die die Integration, Lebensqualität, Armutsbekämpfung und die sozioökonomische Entwicklung vorantreiben.[11][14][15]
- der Nigeria Trust Fund,[11] kurz NTF (englisch Nigeria Trust Fund (NTF), französisch Fonds Africain de Développement (FSN)), gegründet am 26. Februar 1976 durch eine Vereinbarung zwischen der Bankengruppe und der Regierung von Nigeria, die diesen Fonds mit Eigenmitteln speist; Deutschland ist nicht Mitglied des NTF.[11] Geschäftsaufnahme war am 25. April 1976.[16]
- daneben existieren: englisch Arab Oil Fund / französisch Fonds pétrolier arabe (deutsch Arabischer Ölfonds), englisch Special Emergency Assistance Fund for Drought and Famine in Africa / französisch Fonds spécial d’urgence pour la sécheresse et la famine en Afrique (deutsch Spezieller Notfallfonds für Dürre und Hungersnot in Afrika) und englisch Special Relief Fund / französisch Fonds spécial de secours (deutsch Sonderhilfefonds).[17]

Der Hauptsitz befindet sich in Abidjan, ein wirtschaftliches Zentrum der Elfenbeinküste, – im Februar 2003 musste aufgrund der angespannten Lage in der Elfenbeinküste (siehe: Geschichte der Elfenbeinküste seit 2002 und Bürgerkrieg in der Elfenbeinküste) der Hauptsitz in die tunesische Hauptstadt Tunis verlegt werden, wo sich auch heute noch einige zentrale Strukturen befinden. Ab Ende 2014 bis Juni 2015 wurde der Rückumzug zurück nach Abidjan vollzogen –, daneben werden in verschiedenen Mitgliedstaaten Regionalbüros betrieben sowie ein Büro in der japanischen Hauptstadt Tokio. Im Juni 2015 waren mehr als 1.500 Mitarbeiter der insgesamt fast 1.900 Mitarbeitern nach Abidjan zurückgekehrt; noch vor dem Umzug im Februar 2003 beschäftigte die Bankengruppe 900 Mitarbeiter. Die Arbeitssprachen sind Englisch und Französisch; in Hinblick auf die afrikanischen Staaten mit Amtssprache Portugiesisch wird von Seiten der AfEB das Portugiesische in Form von Sprachkursen für Mitarbeitern und das Einstellen von portugiesischsprachigen Mitarbeitern intern gefördert, daneben werden verschiedene Dokumente, wie zum Beispiel der jährliche Finanz- und Jahresbericht, auch in Portugiesisch veröffentlicht. Zahlreiche afrikanische und nicht-afrikanische Staaten sind Mitglieder und halten Anteile an den drei Teilorganisationen. Der Beitritt außerafrikanischer Länder ist seit 1979 möglich. Der entscheidende Unterschied der AfEB zur Weltbank ist, dass die Mehrheit der Stimmen in der Hand afrikanischer Staaten liegt und sie etwas andere Prioritäten als die Weltbank hat.
Schwerpunkt ist die Förderung einer nachhaltigen wirtschaftlichen und sozialen Entwicklung der regionalen Mitglieder der Bank und Afrikas als Gesamtheit, um damit zur Verminderung der Armut beizutragen. Für die Jahre 2013 bis 2022 nennt die Bank in ihrer Langfriststrategie zudem die Förderung von inklusivem Wachstum und den graduellen Übergang zu grünem Wachstum als Hauptziele ihrer Tätigkeit. Operative Schwerpunkte der AfDB sind laut Langfriststrategie: Infrastruktur (vor allem Transport, Energie, Wasser), regionale Integration der Wirtschaft, Privatsektorentwicklung (Direktkreditvergabe an Kleinstunternehmer), Gute Regierungsführung sowie Investitionen in Bildung, öffentliche Verwaltung und Technologie. Weiter werden als prioritäre Querschnittsthemen genannt: Landwirtschaft/Ernährungssicherung, fragile Staaten und Gender.
Ende 2002 belief sich die Höhe der vergebenen offenen Kredite (in US-Dollar) auf:
- 8,1 Mrd. bei der AfEB,
- 8,9 Mrd. bei der AfEF und
- 110 Mio. beim NTF.

Interne Rechnungseinheit ist die Unit of Account (UA), die dem Sonderziehungsrecht des IWF entspricht. Ende 2002 lag der Wert einer UA bei etwa 1,30 €.
Die AfEB hat eine Kapitalbasis in Höhe von 208 Milliarden US-Dollar und wird mit einem AAA-Rating eingestuft, unter anderem weil der Großteil des Kapitals von Staaten kommt, die selbst ein AAA-Rating haben, was der Bank wiederum erlaubt, günstige Kredite zu vergeben.

## Präsidenten
Präsidenten der AfDB waren bisher:
| Amtszeit  | Präsident/in         | Mitgliedstaat |
| --------- | -------------------- | ------------- |
| 1964–1970 | Mamoun Beheiry       | Sudan         |
| 1970–1976 | Abdelwahab Labidi    | Tunesien      |
| 1976–1979 | Kwame Donkoh Fordwor | Ghana         |
| 1979–1980 | Goodall Gondwe       | Malawi1       |
| 1980–1985 | Wila Mung'omba       | Sambia        |
| 1985–1995 | Babacar Ndiaye       | Senegal       |
| 1995–2005 | Omar Kabbaj          | Marokko       |
| 2005–2015 | Donald Kaberuka      | Ruanda        |
| seit 2015 | Akinwumi Adesina     | Nigeria       |

1 Interim

## Mitgliedsländer

### 54 regionale Mitgliedsländer

Regionale Mitgliedsländer
Nichtregionale Mitgliedsländer
Nichtregionale Mitgliedsländer – nur AfEF

| Ägypten                      | Algerien     | Angola                       |
| Äquatorialguinea             | Äthiopien    | Benin                        |
| Botswana                     | Burkina Faso | Burundi                      |
| Demokratische Republik Kongo | Dschibuti    | Elfenbeinküste               |
| Eritrea                      | Eswatini     | Gabun                        |
| Gambia                       | Ghana        | Guinea                       |
| Guinea-Bissau                | Kamerun      | Kap Verde                    |
| Kenia                        | Komoren      | Lesotho                      |
| Liberia                      | Libyen       | Madagaskar                   |
| Malawi                       | Mali         | Marokko                      |
| Mauretanien                  | Mauritius    | Mosambik                     |
| Namibia                      | Niger        | Nigeria                      |
| Republik Kongo               | Ruanda       | Sambia                       |
| São Tomé und Príncipe        | Senegal      | Seychellen                   |
| Sierra Leone                 | Simbabwe     | Somalia                      |
| Südafrika                    | Sudan        | Südsudan                     |
| Tansania                     | Togo         | Tschad                       |
| Tunesien                     | Uganda       | Zentralafrikanische Republik |

(Stand: 15. Januar 2020)

### 28 nicht-regionale Mitgliedsländer
| Argentinien (AfEF seit 1979, AfEB seit 1985)        | Brasilien (AfEF seit 19. Dezember 1973, AfEB seit 14. März 1982) | Belgien (AfEF seit 1974, AfEB seit 1983)                                   |
| Volksrepublik China (AfEF und AfEB seit 1985)       | Dänemark (AfEF seit 1973, AfEB seit 1982)                        | Deutschland (AfEF seit 1973, AfEB seit 1983)                               |
| Finnland (AfEF seit 1973, AfEB seit 1982)           | Frankreich (AfEF seit 1977, AfEB seit 1983)                      | Indien (AfEF seit 1982, AfEB 1983)                                         |
| Irland (AfEF und AfEB seit 24. April 2020)          | Italien (AfEF seit 1975, AfEB seit 1982)                         | Japan (AfEF seit Juni 1973, AfEB seit 1982)                                |
| Kanada (AfEF seit 1973, AfEB seit 1982)             | Südkorea (AfEF seit 1980, AfEB seit 1982)                        | Kuwait (AfEF und AfEB seit 1982)                                           |
| Luxemburg (AfEF und AfEB seit 2014)                 | Niederlande (AfEF seit 1973, AfEB seit 1983)                     | Norwegen (AfEF seit 1973, AfEB seit 1982)                                  |
| Österreich (AfEF seit 1981, AfEB seit 1983)         | Portugal (AfEF seit 6. Juli 1982, AfEB seit 15. Juli 1983)       | Saudi-Arabien (AfEB im Jahr 1961 und wieder seit 2010)                     |
| Schweden (AfEF seit 1973, AfEB seit 1982)           | Schweiz (AfEF seit 1973, AfEB seit 1982)                         | Spanien (AfEF seit 1973, AfEB seit 1984)                                   |
| Türkei (AfEF und AfEB seit 2013)                    | Vereinigte Arabische Emirate                                     | Vereinigtes Königreich (AfEF seit 20. Juni 1973, AfEB seit 29. April 1983) |
| Vereinigte Staaten (AfEF seit 1976, AfEB seit 1983) |                                                                  |                                                                            |

(Stand: 15. Januar 2020)

#### Rolle Deutschlands
Die Bundesrepublik Deutschland ist seit 1973 ein nicht-regionales Mitgliedsland des Afrikanischen Entwicklungsfonds und seit 1983 der Afrikanischen Entwicklungsbank. Daneben unterstützt sie seit Juni 2015 gemeinsam mit den G7 die Initiative Africa Renewable Energy Initiative (AREI) zur beschleunigten Nutzung erneuerbarer Energien und zusammen mit Italien und der Region Flandern den Africa Climate Change Fund, der afrikanische Länder beim Aufbau ihrer Widerstandsfähigkeit gegen die negativen Auswirkungen des Klimawandels und beim Übergang zu einem nachhaltigen kohlenstoffarmen Wachstum unterstützt. Deutschland verfügt über 4,1 Prozent der Kapitalanteile der AfEB und steht unter den nicht-regionalen Mitgliedern damit nach den USA und Japan an dritter Stelle; bei der 13. Wiederauffüllung des AfDF im September 2013 wurde ein Beitrag in Höhe von 465,4 Millionen Euro zugesagt, wodurch Deutschland mit einem Anteil von rund 9,2 Prozent der Geberbeiträge zweitgrößter Geber hinter Großbritannien ist.

#### Rolle der Schweiz
Die Schweizerische Eidgenossenschaft ist seit 1973 nicht-regionales Mitglied der AfEF und seit 1982 der AfEB. Die Zusammenarbeit wird über die Direktion für Entwicklung und Zusammenarbeit koordiniert, mit der die AfEB 1977 und 1988 technische Zusammenarbeitsvereinbarungen unterzeichnete. Die Schweiz teilt sich mit Deutschland einen Sitz in der Direktion, ist in der Stimmrechtsgruppe Deutschland/Schweiz/Portugal/Luxemburg vereint und ist mit 1,5 Prozent des Kapitals einer der 20 größten Geldgeber der Bank. Als Ziele werden genannt: Klimawandel und erneuerbare Energie, Förderung des Privatsektors, Gleichstellung der Geschlechter, Fragilität und Stärkung der Resilienz, Qualität und Nachhaltigkeit der AfDB-Aktivitäten.

## Begünstigte Länder

### Begünstigte Länder AfEB
| Ägypten    | Algerien | Äquatorialguinea |
| Botswana   | Gabun    | Marokko          |
| Mauritius  | Namibia  | Nigeria          |
| Seychellen | Simbabwe | Südafrika        |
| Eswatini   | Tunesien |                  |

### Begünstigte Länder AfEF
| Angola                       | Äthiopien                    | Benin                 |
| Burkina Faso                 | Burundi                      | Dschibuti             |
| Elfenbeinküste               | Eritrea                      | Gambia                |
| Ghana                        | Guinea                       | Guinea-Bissau         |
| Kamerun                      | Kap Verde                    | Kenia                 |
| Komoren                      | Demokratische Republik Kongo | Republik Kongo        |
| Lesotho                      | Liberia                      | Madagaskar            |
| Malawi                       | Mali                         | Mauretanien           |
| Mosambik                     | Niger                        | Nigeria               |
| Ruanda                       | Sambia                       | São Tomé und Príncipe |
| Senegal                      | Sierra Leone                 | Simbabwe              |
| Somalia                      | Sudan                        | Tansania              |
| Togo                         | Tschad                       | Uganda                |
| Zentralafrikanische Republik |                              |                       |

### Begünstigte Länder NTF
- Ägypten
- Algerien
- Angola
- Äthiopien
- Benin
- Botswana
- Burkina Faso
- Burundi
- Dschibuti
- Elfenbeinküste
- Gabun
- Gambia
- Ghana
- Guinea
- Guinea-Bissau
- Kamerun
- Kap Verde
- Kenia
- Komoren
- Demokratische Republik Kongo
- Republik Kongo
- Lesotho
- Liberia
- Libyen
- Madagaskar
- Malawi
- Mali
- Marokko
- Mauretanien
- Mauritius
- Mosambik
- Namibia
- Niger
- Nigeria
- Ruanda
- Sambia
- São Tomé und Príncipe
- Senegal
- Seychellen
- Sierra Leone
- Simbabwe
- Somalia
- Südafrika
- Sudan
- Eswatini
- Tansania
- Togo
- Tschad
- Tunesien
- Uganda
- Zentralafrikanische Republik